# Eburneana wandae
Eburneana wandae là một loài nhện trong họ Salticidae.
Loài này thuộc chi Eburneana. Eburneana wandae được Szüts miêu tả năm 2003.